# Grand Prix-wegrace van San Marino 1985
De Grand Prix-wegrace van San Marino 1985 was de twaalfde en tevens laatste Grand Prix van het wereldkampioenschap wegrace in het seizoen 1985. De races werden verreden op 1 september 1985 op het Circuito Internazionale Santamonica bij Misano Adriatico aan de Adriatische Zee in Italië. In deze Grand Prix werd de wereldtitel in de 125cc-klasse beslist.

## Algemeen
Bijna alle wereldtitels waren al beslist, maar niet die in de 125cc-klasse. Voor de Italianen was dat ook de belangrijkste klasse, de enige waarin Italiaanse coureurs met Italiaanse motorfietsen de dienst uitmaakten. De strijd was ook erg spannend, want Pier Paolo Bianchi had slechts vijf punten voorsprong op Fausto Gresini. Wel miste men Freddie Spencer, die al wereldkampioen was in twee klassen, maar tijdens de GP van Zweden nog gezegd had dat hij zeker in Italië zou rijden. Zelfs zijn team had op hem gerekend, want dat stond klaar met een Honda NSR 500 en een Honda RS 250 R-W, machines die uitsluitend door Spencer gebruikt werden. Nu kon men in de 250- en de 500cc-klassen wel meer open races verwachten, want Spencer was in die klassen oppermachtig gebleken. 

## 500cc-klasse

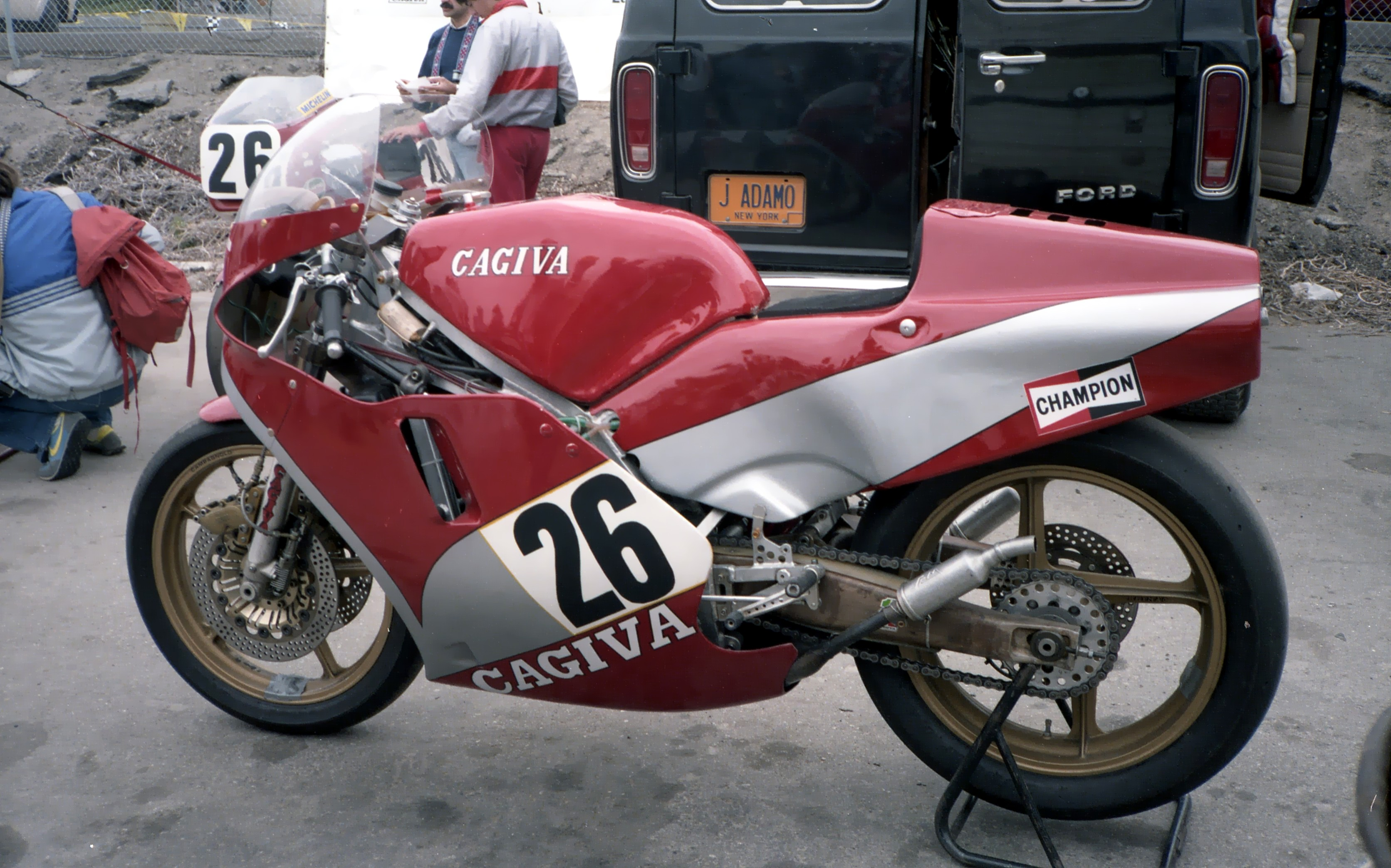
Voor het eerst kwam het Cagiva-team op volle sterkte aan de start, maar geen van beide machines haalde de finish

### De training
Zonder Freddie Spencer was er wat meer spanning in de training. Eddie Lawson was de snelste, maar de eerste vijf rijders reden onder het oude ronderecord. Franco Uncini stond met de HB-Gallina-Suzuki op de tiende startplaats en dat was zijn beste resultaat van het jaar. 

#### Trainingstijden
| Pos | Coureur            | Merk                     | Tijd    |
| --- | ------------------ | ------------------------ | ------- |
| 1.  | Eddie Lawson       | Marlboro-Yamaha          | 1"19'63 |
| 2.  | Wayne Gardner      | Rothmans-HRC-Honda-UK    | 1"20'49 |
| 3.  | Christian Sarron   | Gauloises-Sonauto-Yamaha | 1"20'57 |
| 4.  | Ron Haslam         | Rothmans-HRC-Honda-UK    | 1"20'71 |
| 5.  | Randy Mamola       | Rothmans-HRC-Honda       | 1"21'03 |
| 6.  | Didier de Radiguès | ELF-Chevallier-HRC-Honda | 1"21'36 |
| 7.  | Raymond Roche      | Marlboro-Yamaha          | 1"21'85 |
| 8.  | Gustav Reiner      | Bakker-Honda             | 1"22'20 |
| 9.  | Mike Baldwin       | Honda                    | 1"22'63 |
| 10. | Franco Uncini      | HB-Gallina-Suzuki        | 1"22'75 |

### De race
Bij afwezigheid van Freddie Spencer was in Misano Eddie Lawson oppermachtig. Hij had de snelste start, reed een nieuw ronderecord en won de race met bijna achttien seconden voorsprong. Achter hem vochten Wayne Gardner en Randy Mamola om de tweede plaats, die naar Gardner ging toen Mamola eieren voor zijn geld koos en zich richtte op de verdediging tegen de opkomende Raymond Roche. Roche was zijn landgenoot Christian Sarron voorbijgegaan. Sarron, vermoeid door de hitte, probeerde Roche terug te pakken, maar viel daarbij en werd met een shock naar de mobiele kliniek gebracht. Voor het eerst in het seizoen kwamen twee Cagiva's aan de start. Marco Lucchinelli zorgde voor wat blijdschap bij het publiek toen hij in een achtervolgende groep de leiding nam en op de zesde plaats reed, maar hij moest stoppen toen een van zijn uitlaten afbrak. Teamgenoot Virginio Ferrari, voor het eerst in dit seizoen aan de start, was toen al gestopt met ontstekingsproblemen. 

#### Uitslag 500cc-klasse
| Pos | Coureur             | Merk                      | Ronden | Tijd      | Grid | Punten |
| --- | ------------------- | ------------------------- | ------ | --------- | ---- | ------ |
| 1   | Eddie Lawson        | Marlboro-Yamaha           | 35     | 47"34'44  | 1    | 15     |
| 2   | Wayne Gardner       | Rothmans-HRC-Honda-UK     | 35     | +17'52    | 2    | 12     |
| 3   | Randy Mamola        | Rothmans-HRC-Honda        | 35     | +21'61    | 5    | 10     |
| 4   | Raymond Roche       | Marlboro-Yamaha           | 35     | +28'09    | 7    | 8      |
| 5   | Ron Haslam          | Rothmans-HRC-Honda-UK     | 35     | +1"03'35  | 4    | 6      |
| 6   | Franco Uncini       | HB-Gallina-Suzuki         | 35     | +1"18'27  | 10   | 5      |
| 7   | Gustav Reiner       | Bakker-Honda              | 35     | +1"19'14  | 8    | 4      |
| 8   | Mike Baldwin        | Honda                     | 35     | +1"20'22  | 9    | 3      |
| 9   | Fabio Biliotti      | Honda                     | 34     | +1 ronde  | 20   | 2      |
| 10  | Rob McElnea         | Skoal Bandit-Heron-Suzuki | 34     | +1 ronde  | 13   | 1      |
| 11  | Sito Pons           | HB-Gallina-Suzuki         | 34     | +1 ronde  | 19   |        |
| 12  | Massimo Messere     | Honda                     | 34     | +1 ronde  | 22   |        |
| 13  | Wolfgang von Muralt | Bakker-Suzuki             | 34     | +1 ronde  | 18   |        |
| 14  | Dave Petersen       | Honda                     | 34     | +1 ronde  | 11   |        |
| 15  | Paul Lewis          | Skoal Bandit-Heron-Suzuki | 34     | +1 ronde  | 21   |        |
| 16  | Leandro Becheroni   | Suzuki                    | 34     | +1 ronde  | 15   |        |
| 17  | Boet van Dulmen     | Bakker-Honda              | 34     | +1 ronde  | 25   |        |
| 18  | Eer Hyvärinen       | Honda                     | 34     | +1 ronde  | 24   |        |
| 19  | Marco Papa          | Paton                     | 33     | +2 ronden | 26   |        |
| 20  | Andreas Leuthe      | Suzuki                    | 33     | +2 ronden | 31   |        |
| 21  | Andreas Pérez       | Suzuki                    | 33     | +2 ronden | 29   |        |
| 22  | Carlos Morante      | Suzuki                    | 32     | +3 ronden | 32   |        |
| 23  | Stelio Marmaras     | Suzuki                    | 31     | +4 ronden | 33   |        |

#### Niet gefinisht
| Coureur            | Merk                     | Ronden | Oorzaak    | Grid |
| ------------------ | ------------------------ | ------ | ---------- | ---- |
| Christian Sarron   | Gauloises-Sonauto-Yamaha | 34     | Val        | 3    |
| Karl Truchsess     | Honda                    | 32     |            | 17   |
| Dietmar Mayer      | Honda                    | 16     |            | 30   |
| Marco Lucchinelli  | Cagiva                   | 13     | Uitlaat    | 14   |
| Rob Punt           | Suzuki                   | 7      | Remmen     | 27   |
| Armando Errico     | Honda                    | 7      |            | 28   |
| Thierry Espié      | Chevallier-Honda         | 6      |            | 28   |
| Didier de Radiguès | ELF-Chevallier-HRC-Honda | 5      | Krukas     | 6    |
| Virginio Ferrari   | Cagiva                   | 5      | Ontsteking | 12   |
| Christian Le Liard | ELF-Chevallier-Honda     | 4      | Remmen     | 23   |

#### Niet deelgenomen
| Coureur              | Merk                      | Oorzaak    |
| -------------------- | ------------------------- | ---------- |
| Freddie Spencer      | Rothmans-HRC-Honda        | Blessure   |
| Pierre-Etienne Samin | ELF-Chevallier-Honda      |            |
| Takazumi Katayama    | Bakker-Rothmans-HRC-Honda | Gestopt    |
| Mile Pajic           | SNRT-Honda                | Teambeleid |
| Henk van der Mark    | SNRT-Honda                | Teambeleid |

### Top tien eindstand 500cc-klasse
| Pos. | Coureur            | Merk                      | Ptn. |
| ---- | ------------------ | ------------------------- | ---- |
| 1    | Freddie Spencer    | Rothmans-HRC-Honda        | 141  |
| 2    | Eddie Lawson       | Marlboro-Yamaha           | 133  |
| 3    | Christian Sarron   | Gauloises-Sonauto-Yamaha  | 80   |
| 4    | Wayne Gardner      | Rothmans-HRC-Honda-UK     | 73   |
| 5    | Ron Haslam         | Rothmans-HRC-Honda-UK     | 73   |
| 6    | Randy Mamola       | Rothmans-HRC-Honda        | 72   |
| 7    | Raymond Roche      | Marlboro-Yamaha           | 50   |
| 8    | Didier de Radiguès | ELF-Chevallier-HRC-Honda  | 47   |
| 9    | Rob McElnea        | Skoal Bandit-Heron-Suzuki | 20   |
| 10   | Boet van Dulmen    | Honda / Bakker-Honda      | 18   |
| 10   | Mike Baldwin       | Honda                     | 18   |

## 250cc-klasse

### De training
Carlos Lavado had zijn nieuwe V2-Yamaha YZR 250 weer moeten inleveren, maar met de Yamaha TZ 250 was hij desalniettemin de snelste in de training. Fausto Ricci deed het thuis erg goed met een tweede startplaats, terwijl Toni Mang slechts achtste was, mede dankzij een vastloper tijdens de training. Loris Reggiani was hersteld van zijn blessure en kreeg van Aprilia steun van een nieuwe teamgenoot: Massimo Broccoli. 

#### Trainingstijden
| Pos | Coureur              | Merk                        | Tijd    |
| --- | -------------------- | --------------------------- | ------- |
| 1.  | Carlos Lavado        | Venemotos-Yamaha            | 1"22'55 |
| 2.  | Fausto Ricci         | Rothmans-HRC-Honda          | 1"23'05 |
| 3.  | Loris Reggiani       | Aprilia-Rotax               | 1"23'42 |
| 4.  | Manfred Herweh       | Bakker-Real-Rotax           | 1"23'49 |
| 5.  | Antonio Neto         | JJ Cobas-Rotax              | 1"23'58 |
| 6.  | Jean-Michel Mattioli | Yamaha                      | 1"23'61 |
| 7.  | Dominique Sarron     | Rothmans-Honda              | 1"23'61 |
| 8.  | Toni Mang            | Marlboro-HRC-Honda          | 1"23'68 |
| 9.  | Mario Rademeyer      | Yamaha                      | 1"23'73 |
| 10. | Donnie McLeod        | Silverstone-Armstrong-Rotax | 1"23'83 |

### De race
Fausto Ricci startte in Misano het snelste, maar in de tweede ronde nam Carlos Lavado de leiding van hem over. Ricci kreeg het moeilijk met Jean-Michel Mattioli met zijn privé-Yamaha. Ook Toni Mang en Manfred Herweh kregen aansluiting terwijl ook Loris Reggiani snel naar de kopgroep toereed. Mang nam de tweede plaats over van Ricci, die schakelproblemen had en Reggiani wist zelfs nog door te stomen naar de derde plaats op het podium.

#### Uitslag 250cc-klasse
| Pos | Coureur                | Merk               | Tijd      | Grid | Punten |
| --- | ---------------------- | ------------------ | --------- | ---- | ------ |
| 1   | Carlos Lavado          | Venemotos-Yamaha   | 41"57'99  | 1    | 15     |
| 2   | Toni Mang              | Marlboro-HRC-Honda | +6'48     | 8    | 12     |
| 3   | Loris Reggiani         | Aprilia-Rotax      | +13'36    | 3    | 10     |
| 4   | Manfred Herweh         | Bakker-Real-Rotax  | +17'24    | 4    | 8      |
| 5   | Jean-Michel Mattioli   | Yamaha             | +19'86    | 6    | 6      |
| 6   | Fausto Ricci           | Rothmans-HRC-Honda | +28'31    | 2    | 5      |
| 7   | Carlos Cardús          | JJ Cobas-Rotax     | +37'45    | 13   | 4      |
| 8   | Stéphane Mertens       | Yamaha             | +38'74    | 15   | 3      |
| 9   | Dominique Sarron       | Rothmans-Honda     | +39'23    | 7    | 2      |
| 10  | Reinhold Roth          | Juchem-Yamaha      | +39'61    | 18   | 1      |
| 11  | Antonio Neto           | JJ Cobas-Rotax     | +44'14    | 5    |        |
| 12  | Jean Foray             | Chevallier-Yamaha  | +53'79    | 26   |        |
| 13  | Stefano Caracchi       | MBA                | +54'12    | 24   |        |
| 14  | Juan Garriga           | JJ Cobas-Rotax     | +54'47    | 30   |        |
| 15  | Marcellino Lucchi      | Malanca-Rotax      | +54'79    | 21   |        |
| 16  | Jacques Cornu          | Parisienne-Honda   | +55'76    | 19   |        |
| 17  | Massimo Broccoli       | Aprilia-Rotax      | +1"07'32  | 33   |        |
| 18  | Guy Bertin             | Malanca-Rotax      | +1"08'56  | 36   |        |
| 19  | Gary Noel              | EMC-Rotax          | +1"09'29  | 34   |        |
| 20  | August Auinger         | Bartol             | +1"18'95  | 17   |        |
| 21  | Jean-Louis Guignabodet | MIG-Rotax          | +1"19'21  | 35   |        |
| 22  | Jean-François Baldé    | Yamaha             | +1"23'62  | 28   |        |
| 23  | René Delaby            | Rotax              | +1 ronde  | 37   |        |
| 24  | Edwin Weibel           | Yamaha             | +1 ronde  | 22   |        |
| 25  | Andy Watts             | EMC-Rotax          | +1 ronde  | 27   |        |
| 26  | Philippe Pagano        | Yamaha             | +2 ronden | 14   |        |

#### Niet gefinisht
| Coureur          | Merk                        | Oorzaak    | Grid |
| ---------------- | --------------------------- | ---------- | ---- |
| Mario Rademeyer  | Yamaha                      |            | 9    |
| Maurizio Vitali  | Garelli                     |            | 12   |
| Siegfried Minich | Yamaha                      |            | 16   |
| Pierre Bolle     | Bakker-Parisienne           | Ontsteking | 20   |
| Éric Saul        | Comoth                      |            | 25   |
| Roland Freymond  | Yamaha                      |            | 23   |
| Alan Carter      | Honda                       | Opgave     | 31   |
| Harald Eckl      | Juchem-Yamaha               | Opgave     | 29   |
| Niall Mackenzie  | Silverstone-Armstrong-Rotax | Krukas     | 11   |
| Donnie McLeod    | Silverstone-Armstrong-Rotax |            | 10   |

#### Niet gestart
| Coureur           | Merk           | Grid |
| ----------------- | -------------- | ---- |
| Luis Miguel Reyes | JJ Cobas-Rotax | 32   |

#### Niet gekwalificeerd
| Coureur             | Merk          |
| ------------------- | ------------- |
| Karl-Thomas Grässel | Honda         |
| Michel Galbit       | Yamaha        |
| Davide Tardozzi     | Malanca-Rotax |
| Massimo Messere     | Honda         |
| Sergio Pellandini   | Honda         |
| Vincenzo Cascino    | Yamaha        |
| Antonio Garcia      | JJ Cobas      |
| Jacky Onda          | Pernod        |
| Hubert Abold        | Honda         |
| Paolo Ferretti      | MBA           |
| Jose de Faveri      | JDF           |

#### Niet deelgenomen
| Coureur           | Merk               | Oorzaak   |
| ----------------- | ------------------ | --------- |
| Freddie Spencer   | Rothmans-HRC-Honda | Blessure  |
| Hans Lindner      | Rotax              | Blessure  |
| Mar Schouten      | Yamaha             |           |
| Hans Besendorfer  | Yamaha             |           |
| Ángel Nieto       | Garelli            | Ontslagen |
| Iván Palazzese    | Venemotos-Yamaha   | Ontslagen |
| Erich Klein       | Rotax              | Blessure  |
| Martin Wimmer     | Mitsui-Yamaha      | Blessure  |
| Thierry Rapicault | Yamaha             |           |

### Top tien eindstand 250cc-klasse
| Pos. | Coureur         | Merk                                 | Ptn. |
| ---- | --------------- | ------------------------------------ | ---- |
| 1    | Freddie Spencer | Rothmans-HRC-Honda                   | 127  |
| 2    | Toni Mang       | Marlboro-HRC-Honda                   | 124  |
| 3    | Carlos Lavado   | Venemotos-Yamaha                     | 94   |
| 4    | Martin Wimmer   | Mitsui-Yamaha                        | 69   |
| 5    | Fausto Ricci    | Rothmans-HRC-Honda                   | 50   |
| 6    | Loris Reggiani  | Aprilia-Rotax                        | 44   |
| 7    | Alan Carter     | Honda / HRC-Honda                    | 32   |
| 8    | Manfred Herweh  | Bakker-Real-Rotax                    | 31   |
| 9    | Reinhold Roth   | Juchem-Yamaha                        | 29   |
| 10   | Jacques Cornu   | Bakker-Parisienne / Parisienne-Honda | 25   |

## 125cc-klasse

### De training
Pier Paolo Bianchi reed de derde trainingstijd in Misano, terwijl zijn concurrent Fausto Gresini de snelste was. Er kwam echter een nieuwe kaper op de kust: Maurizio Vitali, die met de 250cc-Garelli een teleurstellend seizoen had gereden, had nog een MBA-productieracer in de schuur staan en besloot daarmee deel te nemen aan deze Grand Prix. Hij zette de tweede trainingstijd. Hij verklaarde echter dat hij zich niet zou gaan bemoeien met de strijd om de wereldtitel. Daarin ging Bianchi aan de leiding. Als Gresini de race won, moest Bianchi echter wel ten minste tweede worden. 

#### Trainingstijden
| Pos | Coureur             | Merk        | Tijd    |
| --- | ------------------- | ----------- | ------- |
| 1.  | Fausto Gresini      | FMI-Garelli | 1"25'78 |
| 2.  | Maurizio Vitali     | MBA         | 1"26'59 |
| 3.  | Pier Paolo Bianchi  | MBA         | 1"27'03 |
| 4.  | Domenico Brigaglia  | MBA         | 1"27'09 |
| 5.  | Ezio Gianola        | FMI-Garelli | 1"27'38 |
| 6.  | Olivier Liégeois    | MBA         | 1"27'38 |
| 7.  | Pierfrancesco Chili | MBA         | 1"27'87 |
| 8.  | Bruno Kneubühler    | LCR-MBA     | 1"28'41 |
| 9.  | August Auinger      | Bartol-MBA  | 1"28'53 |
| 10. | Jean-Claude Selini  | MBA         | 1"28'60 |

### De race
Het was voor het publiek misschien leuker geweest om de spannendste race tot het laatst te bewaren, maar het was nu eenmaal niet zo gepland: de 125cc-race opende het programma in Misano. Pier Paolo Bianchi, leider in het wereldkampioenschap, wilde het echter niet te spannend maken, want hij nam meteen de leiding voor Fausto Gresini, Ezio Gianola, Maurizio Vitali en Pierfrancesco Chili. Chili viel echter in de tweede ronde, terwijl Gresini de leiding nam, wegliep van de rest en de race eenvoudig won. Vitali had beloofd zich niet met de titelstrijd te bemoeien, maar hij was voor de 250cc-klasse in dienst van Garelli en maakte het Bianchi zo moeilijk mogelijk. Bianchi maakte een foutje, maar reed het gat weer dicht en nam de tweede plaats in. Op dat moment was dat genoeg om wereldkampioen te worden, maar vijf ronden voor het einde ging zijn MBA op één cilinder lopen en parkeerde hij in de pit. Gianola werd tweede, nadat hij in de laatste bocht Vitali nog geraakt had. Het verschil tussen deze twee was dan ook slechts 0,02 seconde. De overwinning én de wereldtitel gingen naar Fausto Gresini.

#### Uitslag 125cc-klasse
| Pos | Coureur            | Merk        | Tijd      | Grid | Punten |
| --- | ------------------ | ----------- | --------- | ---- | ------ |
| 1   | Fausto Gresini     | FMI-Garelli | 40"48'04  | 1    | 15     |
| 2   | Ezio Gianola       | FMI-Garelli | +21'40    | 5    | 12     |
| 3   | Maurizio Vitali    | MBA         | +21'42    | 2    | 10     |
| 4   | Bruno Kneubühler   | LCR-MBA     | +40'71    | 8    | 8      |
| 5   | August Auinger     | Bartol-MBA  | +41'02    | 9    | 6      |
| 6   | Domenico Brigaglia | MBA         | +1"01'03  | 4    | 5      |
| 7   | Olivier Liégeois   | MBA         | +1"03'91  | 6    | 4      |
| 8   | Jussi Hautaniemi   | MBA         | +1"06'45  | 14   | 3      |
| 9   | Gastone Grassetti  | MBA         | +1"07'11  | 11   | 2      |
| 10  | Johnny Wickström   | MBA         | +1"07'12  | 13   | 1      |
| 11  | Jean-Claude Selini | MBA         | +1"24'93  | 10   |        |
| 12  | Willy Pérez        | MBA         | +1"25'35  | 16   |        |
| 13  | Thierry Feuz       | MBA         | +1"26'05  | 12   |        |
| 14  | Lucio Pietroniro   | MBA         | +1"26'67  | 15   |        |
| 15  | Norbert Peschke    | MBA         | +1 ronde  | 18   |        |
| 16  | Alex Bedford       | MBA         | +1 ronde  | 17   |        |
| 17  | Jacky Hutteau      | MBA         | +1 ronde  | 19   |        |
| 18  | Robin Appleyard    | MBA         | +1 ronde  | 26   |        |
| 19  | Anton Straver      | MBA         | +1 ronde  | 24   |        |
| 20  | Mike Leitner       | MBA         | +1 ronde  | 20   |        |
| 21  | Bady Hassaine      | MBA         | +1 ronde  | 22   |        |
| 22  | Håkan Olsson       | MBA         | +1 ronde  | 28   |        |
| 23  | Christoph Bürki    | MBA         | +1 ronde  | 32   |        |
| 24  | Fernando Gonzalez  | MBA         | +1 ronde  | 35   |        |
| 25  | Adolf Stadler      | MBA         | +2 ronden | 27   |        |
| 26  | Peter Balaz        | MBA         | +2 ronden | 34   |        |

#### Niet gefinisht
| Coureur             | Merk | Oorzaak | Grid |
| ------------------- | ---- | ------- | ---- |
| Pier Paolo Bianchi  | MBA  |         | 3    |
| Pierfrancesco Chili | MBA  | Val     | 7    |
| Hugo Vignetti       | MBA  |         | 21   |
| Hubert Abold        | MBA  |         | 29   |
| Gerhard Waibel      | MBA  |         | 33   |
| Karl Dauer          | MBA  |         | 36   |
| Andres Sánchez      | MBA  |         | 30   |
| Giuseppe Ascareggi  | MBA  |         | 23   |
| Michel Escudier     | MBA  |         | 25   |
| Helmut Lichtenberg  | MBA  |         | 31   |

#### Niet deelgenomen
| Coureur         | Merk     | Oorzaak  |
| --------------- | -------- | -------- |
| Ton Spek        | MBA      | Blessure |
| Luca Cadalora   | MBA      | Blessure |
| Willy Hupperich | Seel-MBA |          |

### Top tien eindstand 125cc-klasse
| Pos. | Coureur            | Merk        | Ptn. |
| ---- | ------------------ | ----------- | ---- |
| 1    | Fausto Gresini     | FMI-Garelli | 109  |
| 2    | Pier Paolo Bianchi | MBA         | 99   |
| 3    | August Auinger     | Bartol-MBA  | 78   |
| 4    | Ezio Gianola       | FMI-Garelli | 77   |
| 5    | Bruno Kneubühler   | LCR-MBA     | 58   |
| 6    | Domenico Brigaglia | MBA         | 45   |
| 7    | Jean-Claude Selini | MBA         | 36   |
| 8    | Jussi Hautaniemi   | MBA         | 26   |
| 9    | Lucio Pietroniro   | MBA         | 25   |
| 10   | Olivier Liégeois   | MBA         | 23   |

## 80cc-klasse

### De training
In de 80cc-klasse keerde Hans Spaan terug, nadat hij bijna het hele seizoen gemist had door een gebroken heup, opgelopen in de training van de GP des Nations. Spaan reed meteen de vijfde trainingstijd en was daarmee de snelste HuVo-coureur. Paul Rimmelzwaan beschadigde zijn Harmsen zo ernstig dat hij niet zou kunnen starten. Hij werd geholpen door Henk van Kessel. Die had de beschikking over de door John Bestebreurtje getunde Krauser van de geblesseerde Bertus Grinwis. Daarom gaf hij zijn eigen HuVo-Casal aan Rimmelzwaan. Die stelde niet teleur, hij stond op de veertiende startplaats en was daarmee sneller dan Van Kessel zelf. 

#### Trainingstijden
| Pos | Coureur           | Merk       | Tijd    |
| --- | ----------------- | ---------- | ------- |
| 1.  | Jorge Martínez    | Derbi      | 1"31'39 |
| 2.  | Stefan Dörflinger | Krauser    | 1"31'70 |
| 3.  | Ian McConnachie   | Krauser    | 1"32'06 |
| 4.  | Reiner Koster     | LCR-Casal  | 1"32'09 |
| 5.  | Hans Spaan        | HuVo-Casal | 1"33'04 |
| 6.  | Ángel Nieto       | Derbi      | 1"34'23 |
| 7.  | Theo Timmer       | HuVo-Casal | 1"34'23 |
| 8.  | Rainer Kunz       | Ziegler    | 1"34'32 |
| 9.  | Gerhard Waibel    | Real-Seel  | 1"34'55 |
| 10. | Juan Ramón Bolart | Autisa     | 1"34'95 |

### De race
Hans Spaan kwam voor het eerst aan de start sinds hij in mei een heup had gebroken, maar hij startte slecht ondanks zijn vijfde startplaats. Aan de leiding ging het tussen Jorge Martínez en Ian McConnachie, terwijl Stefan Dörflinger genoegen nam met de derde plaats. Daarachter werd gestreden door Gerd Kafka en Manuel Herreros, die de derde plaats van Kafka in het wereldkampioenschap nog kon overnemen. Zij werden echter allebei door Spaan ingehaald. Even leek het erop dat Herreros inderdaad voor Kafka zou finishen, maar hij maakte een schakelfout en moest genoegen nemen met de zesde plaats. Op die manier verspeelde Derbi twee belangrijke doelen: de derde plaats voor Herreros in het wereldkampioenschap en de constructeurstitel, die naar Krauser ging. Daarom had McConnachie voor deze race een fabrieks-Krauser gekregen. 

#### Uitslag 80cc-klasse
| Pos | Coureur             | Merk           | Tijd      | Grid | Punten |
| --- | ------------------- | -------------- | --------- | ---- | ------ |
| 1   | Jorge Martínez      | Derbi          | 33"59'94  | 1    | 15     |
| 2   | Ian McConnachie     | Krauser        | +2'94     | 3    | 12     |
| 3   | Stefan Dörflinger   | Krauser        | +31'60    | 2    | 10     |
| 4   | Hans Spaan          | HuVo-Casal     | +52'04    | 5    | 8      |
| 5   | Gerd Kafka          | Seel           | +52'71    | 12   | 6      |
| 6   | Manuel Herreros     | Derbi          | +52'75    | 13   | 5      |
| 7   | Vittorio Sblendorio | Mancini        | +53'07    | 11   | 4      |
| 8   | Gerhard Waibel      | Real-Seel      | +1"08'69  | 9    | 3      |
| 9   | Theo Timmer         | HuVo-Casal     | +1"15'43  | 7    | 2      |
| 10  | Juan Ramón Bolart   | Autisa         | +1"27'04  | 10   | 1      |
| 11  | Herri Torrontegui   | JJ Cobas-Rotax | +1 ronde  | 16   |        |
| 12  | Richard Bay         | Rupp-Maico     | +1 ronde  | 19   |        |
| 13  | Zdravko Matulja     | Ziegler        | +1 ronde  | 20   |        |
| 14  | Johan Auer          | Eberhardt      | +1 ronde  | 24   |        |
| 15  | Kees Besseling      | CJB            | +1 ronde  | 23   |        |
| 16  | Serge Julin         | Bakker-Casal   | +1 ronde  | 21   |        |
| 17  | Massimo Fargeri     | RB             | +2 ronden | 25   |        |
| 18  | Chris Baert         | Eberhardt      | +2 ronden | 29   |        |
| 19  | Otto Machinek       | OM-Spezial     | +3 ronden | 32   |        |
| 20  | Mika Sakari Komu    | Eberhardt      | +3 ronden | 33   |        |

#### Niet gefinisht
| Coureur            | Merk       | Oorzaak         | Grid |
| ------------------ | ---------- | --------------- | ---- |
| Henk van Kessel    | Krauser    | Versnellingsbak | 15   |
| Paul Rimmelzwaan   | HuVo-Casal |                 | 14   |
| Rainer Kunz        | Ziegler    |                 | 8    |
| Ángel Nieto        | Derbi      |                 | 6    |
| Giuliano Tabanelli | BBFT       |                 | 28   |
| René Dünki         | Zündapp    |                 | 18   |
| Manuel Daniel      | Autisa     |                 | 22   |
| Edward Rees        | Ziegler    |                 | 24   |
| Pasquale Buonfante | RB         |                 | 27   |
| Reiner Koster      | Casal      |                 | 4    |
| Steve Mason        | MBA        |                 | 30   |
| Jaimie Lodge       | Krauser    |                 | 36   |

#### Niet gestart
| Coureur          | Merk     | Grid |
| ---------------- | -------- | ---- |
| Salvatore Milano | Casal    | 17   |
| Paolo Priori     | Lusuardi | 31   |

#### Niet deelgenomen
| Coureur        | Merk    | Oorzaak  |
| -------------- | ------- | -------- |
| Bertus Grinwis | Krauser | Blessure |

### Top tien eindstand 80cc-klasse
| Pos. | Coureur              | Merk                 | Ptn. |
| ---- | -------------------- | -------------------- | ---- |
| 1    | Stefan Dörflinger    | Krauser              | 86   |
| 2    | Jorge Martínez       | Derbi                | 67   |
| 3    | Gerd Kafka           | Seel                 | 48   |
| 4    | Manuel Herreros      | Derbi                | 45   |
| 5    | Gerhard Waibel       | Real-Seel            | 35   |
| 6    | Ian McConnachie      | HuVo-Casal / Krauser | 33   |
| 7    | Theo Timmer          | HuVo-Casal           | 21   |
| 8    | Henk van Kessel      | HuVo-Casal / Krauser | 18   |
| 9    | Ángel Nieto          | Derbi                | 15   |
| 10   | Paul Rimmelzwaan (†) | Harmsen / HuVo-Casal | 15   |

## Trivia

### Cagiva
Omdat Cagiva nu eindelijk weleens goed voor de dag wilde komen had men Kenny Roberts twee dagen op het circuit van Misano laten testen. Roberts reed er behoorlijke tijden mee, maar toen fabrieksrijder Marco Lucchinelli aan de beurt was, reed die een seconde langzamer en dat was veel op een baantje van minder dan 3½ km lengte. Er waren nu ook twee machines klaar, zodat ook Virginio Ferrari voor het eerst in het seizoen aan de start kon komen. 

### Gallina
Roberto Gallina had kort voor het einde van het seizoen vernomen dat Suzuki haar nieuwe 500cc-racer op zijn vroegst halverwege het seizoen 1986 klaar zou hebben. Dat was een groot probleem, want met de huidige machines konden Franco Uncini en Sito Pons absoluut niet meekomen. Bovendien was Gallina bang dat hij sponsor HB zou verliezen. Het plan was nu om als adviseur bij Cagiva in dienst te treden, zo mogelijk met meenemen van HB als sponsor en Uncini als rijder. 

### Vermogen gevonden
Maurizio Vitali was eigenlijk fabriekscoureur voor Garelli in de 250cc-klasse. Vitali haalde zijn privé-MBA uit de schuur om in de 125cc-race te starten, maar beloofde tijdens de trainingen dat hij zich niet met de titelstrijd zou bemoeien. Die ging tussen de Garelli van Fausto Gresini en de fabrieks-MBA van Pier Paolo Bianchi. De productieracer van Vitali bleek echter bijzonder snel. Hij was dan ook onder handen genomen door enkele technici van Garelli, die daarover grapten: "We hebben in twee dagen het vermogen gevonden waar MBA al twee jaar naar zoekt." Jan Thiel had zich persoonlijk met de MBA bemoeid en er zelfs twee Garelli-cilinders op gemonteerd. Vitali bemoeide zich wel degelijk met de strijd om de tweede plaats, die Bianchi moest halen om wereldkampioen te worden.

### Halve val
Randy Mamola maakte een hachelijk moment mee tijdens de trainingen, toen in een bocht zijn achterwiel wegbrak. Door de highsider werd Mamola bovenop zijn stroomlijnkuip geworpen, maar hij viel terug, half naast zijn motorfiets. Met twee benen rechts van de machine reed hij echter door en hij hield de machine - in de berm weliswaar - overeind. 